# Olympische Sommerspiele 2008/Leichtathletik – 400 m (Männer)

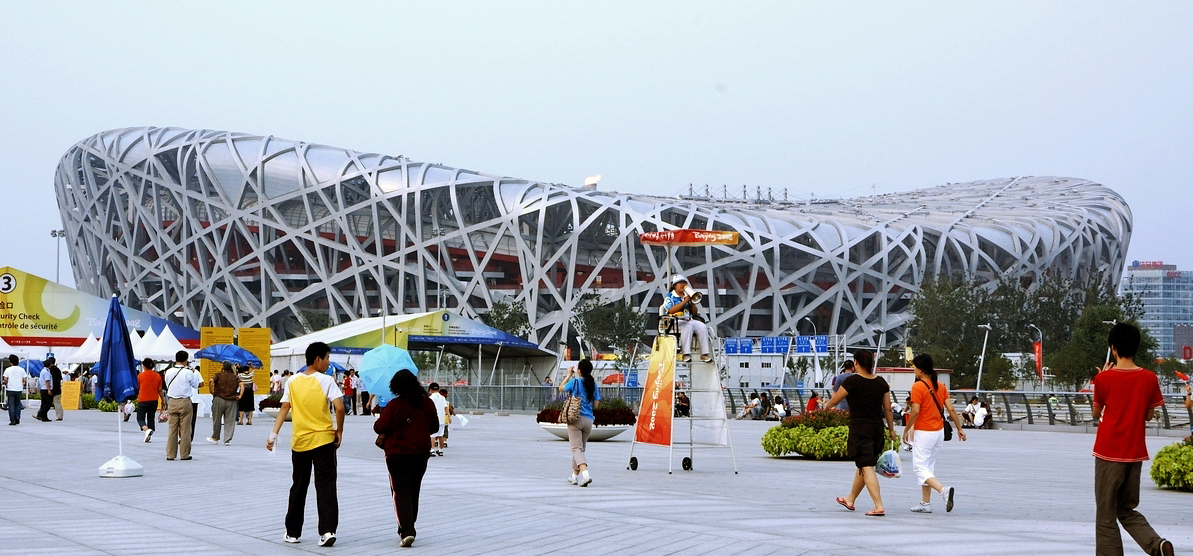
Das Vogelnest – Olympiastadion von Peking

Der 400-Meter-Lauf der Männer bei den Olympischen Spielen 2008 in Peking wurde vom 18. bis zum 21. August 2008 im Nationalstadion Peking ausgetragen. 56 Athleten nahmen daran teil.
Die US-Mannschaft erzielte einen dreifachen Erfolg. LaShawn Merritt gewann vor Jeremy Wariner und David Neville.

## Aktuelle Titelträger
| Olympiasieger 2004                      | Jeremy Wariner ( USA)                | 44,00 s | Athen 2004          |
| Weltmeister 2007                        | Jeremy Wariner ( USA)                | 43,45 s | Ōsaka 2007          |
| Europameister 2006                      | Marc Raquil ( Frankreich)            | 45,02 s | Göteborg 2006       |
| Panamerikanischer Meister 2007          | Chris Brown ( Bahamas)               | 45,85 s | Rio de Janeiro 2007 |
| Zentralamerika und Karibik-Meister 2008 | Renny Quow ( Trinidad und Tobago)    | 45,27 s | Cali 2008           |
| Südamerika-Meister 2007                 | Andrés Silva ( Uruguay)              | 45,89 s | São Paulo 2007      |
| Asienmeister 2007                       | Prasanna S. Amarasekara ( Sri Lanka) | 46,71 s | Amman 2007          |
| Afrikameister 2008                      | Ali Babiker Nagmeldin ( Sudan)       | 45,64 s | Addis Abeba 2008    |
| Ozeanienmeister 2008                    | Joshua Ahwong ( Australien)          | 48,26 s | Saipan 2008         |

## Rekorde

### Bestehende Rekorde
| Weltrekord         | 43,18 s | Michael Johnson ( USA) | Sevilla, Spanien       | 26. August 1999 |
| Olympischer Rekord | 43,49 s | Michael Johnson ( USA) | Finale OS Atlanta, USA | 29. Juli 1996   |

Der bestehende olympische Rekord wurde bei diesen Spielen nicht erreicht. Die schnellste Zeit erzielte der US-amerikanische Olympiasieger LaShawn Merritt mit 43,75 s im Finale am 21. August. Den Olympiarekord verfehlte er damit um 26 Hundertstelsekunden. Zum Weltrekord fehlten ihm 57 Hundertstelsekunden.

### Rekordverbesserung
Es wurden drei Landesrekorde aufgestellt, alle im ersten Halbfinale am 19. August:
- 44,88 s – Kevin Borlée (Belgien)
- 44,94 s – Nery Brenes (Costa Rica)
- 45,19 s – Tabarie Henry (Amerikanische Jungferninseln)

## Vorläufe
Es fanden sieben Vorläufe statt. Die jeweils drei ersten (hellblau unterlegt) sowie die drei zeitschnellsten Athleten (hellgrün unterlegt) qualifizierten sich dabei für das Halbfinale.

### Vorlauf 1
18. August 2008, 9:00 Uhr
| Platz | Name                    | Nation     | Zeit    |
| ----- | ----------------------- | ---------- | ------- |
| 1     | Leslie Djhone           | Frankreich | 45,12 s |
| 2     | David Neville           | USA        | 45,22 s |
| 3     | William Collazo         | Kuba       | 45,37 s |
| 4     | Kevin Borlée            | Belgien    | 45,43 s |
| 5     | Denis Alexejew          | Russland   | 45,52 s |
| 6     | Young Talkmore Nyongani | Simbabwe   | 45,89 s |
| 7     | Éric Milazar            | Mauritius  | 46,06 s |
| 8     | Gakologelwang Masheto   | Botswana   | 46,29 s |

### Vorlauf 2

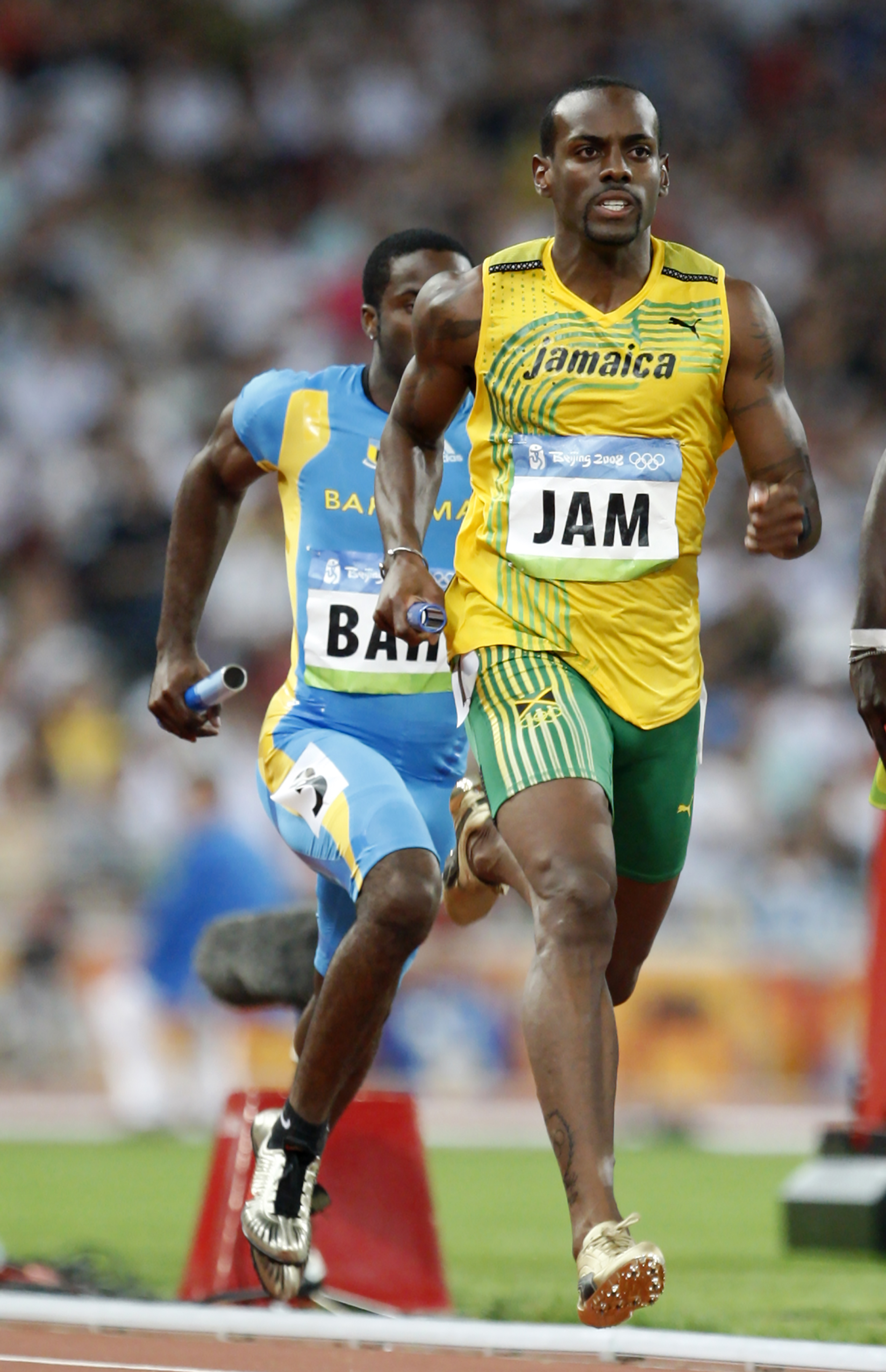
Sanjay Ayre (gelbes Trikot) – ausgeschieden als Fünfter des zweiten Vorlaufs

18. August 2008, 9:08 Uhr
| Platz | Name              | Nation                       | Zeit    | Anmerkung |
| ----- | ----------------- | ---------------------------- | ------- | --------- |
| 1     | Chris Brown       | Bahamas                      | 44,79 s |           |
| 2     | Joel Milburn      | Australien                   | 44,80 s | PB        |
| 3     | Johan Wissman     | Schweden                     | 44,81 s |           |
| 4     | Gary Kikaya       | Demokratische Republik Kongo | 44,89 s |           |
| 5     | Sanjay Ayre       | Jamaika                      | 45,66 s |           |
| 6     | Arismendy Peguero | Dominikanische Republik      | 20,87 s |           |
| 7     | Ivano Bucci       | San Marino                   | 48,54 s |           |
| 8     | Liu Xiaosheng     | Volksrepublik China          | 53,11 s |           |

### Vorlauf 3
18. August 2008, 9:16 Uhr
| Platz | Name                  | Nation     | Zeit    |
| ----- | --------------------- | ---------- | ------- |
| 1     | Nery Brenes           | Costa Rica | 45,36 s |
| 2     | James Godday          | Nigeria    | 45,49 s |
| 3     | Andretti Bain         | Bahamas    | 45,96 s |
| 4     | Niko Verekauta        | Fidschi    | 46,32 s |
| 5     | Fernando de Almeida   | Brasilien  | 46,60 s |
| 6     | Lewis Banda           | Simbabwe   | 46,76 s |
| 7     | Vincent Mumo Kiilu    | Kenia      | 46,79 s |
| 8     | Nagmeldin Ali Abubakr | Sudan      | 47,12 s |

### Vorlauf 4

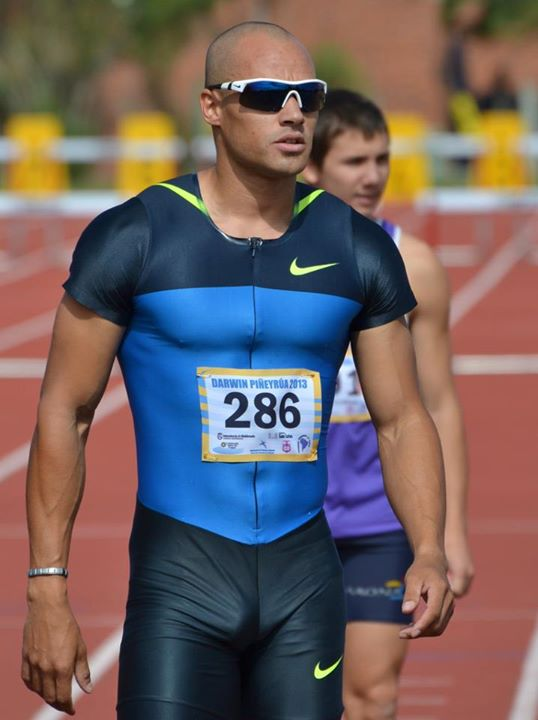
Andrés Silva – ausgeschieden als Fünfter des vierten Vorlaufs

18. August 2008, 9:24 Uhr
| Platz | Name              | Nation         | Zeit    | Anmerkung |
| ----- | ----------------- | -------------- | ------- | --------- |
| 1     | Martyn Rooney     | Großbritannien | 45,00 s |           |
| 2     | Sean Wroe         | Australien     | 45,17 s | PB        |
| 3     | Ricardo Chambers  | Jamaika        | 45,22 s |           |
| 4     | Erison Hurtault   | Dominica       | 46,10 s |           |
| 5     | Andrés Silva      | Uruguay        | 46,34 s |           |
| 6     | Rudolf Götz       | Tschechien     | 46,38 s |           |
| 7     | Yūzō Kanemaru     | Japan          | 46,39 s |           |
| DNS   | California Molefe | Botswana       |         |           |

### Vorlauf 5
18. August 2008, 9:32 Uhr
| Platz | Name                 | Nation              | Zeit    | Anmerkung |
| ----- | -------------------- | ------------------- | ------- | --------- |
| 1     | LaShawn Merritt      | USA                 | 44,96 s |           |
| 2     | Saul Weigopwa        | Nigeria             | 45,19 s |           |
| 3     | Claudio Licciardello | Italien             | 45,25 s | PB        |
| 4     | Jonathan Borlée      | Belgien             | 45,25 s | PB        |
| 5     | Ato Stephens         | Trinidad und Tobago | 45,63 s |           |
| 6     | Alleyne Francique    | Grenada             | 46,15 s |           |
| 7     | Geiner Mosquera      | Kolumbien           | 46,59 s |           |
| 8     | Siraj Williams       | Liberia             | 47,89 s |           |

### Vorlauf 6
18. August 2008, 9:40 Uhr
| Platz | Name              | Nation              | Zeit    | Anmerkung |
| ----- | ----------------- | ------------------- | ------- | --------- |
| 1     | Andrew Steele     | Großbritannien      | 44,94 s | PB        |
| 2     | Renny Quow        | Trinidad und Tobago | 45,13 s |           |
| 3     | Michael Mathieu   | Bahamas             | 45,17 s | PB        |
| 4     | Michael Blackwood | Jamaika             | 45,56 s |           |
| 5     | Tyler Christopher | Kanada              | 45,67 s |           |
| 6     | Joel Phillip      | Grenada             | 46,30 s |           |
| 7     | Félix Martinez    | Puerto Rico         | 46,46 s |           |
| 8     | Daniel Dąbrowski  | Polen               | 47,83 s |           |

### Vorlauf 7

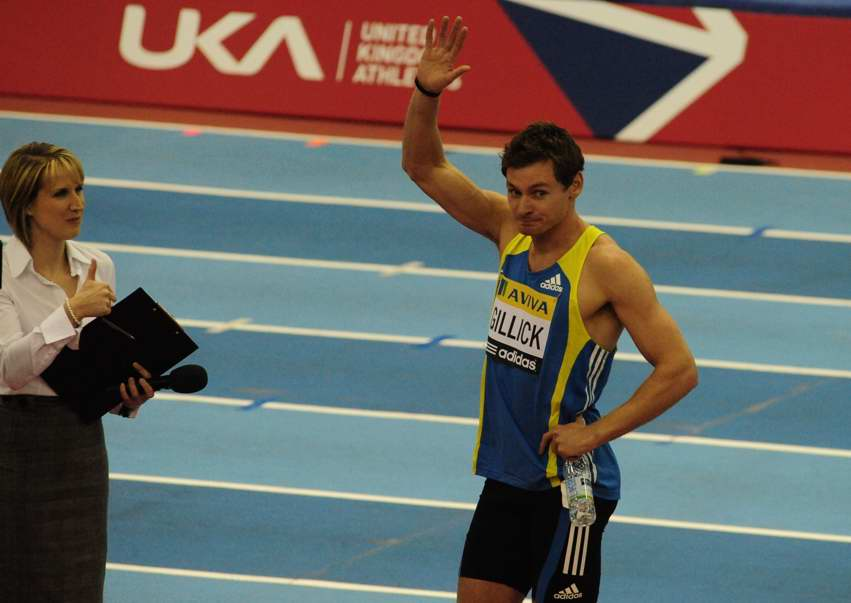
David Gillick – ausgeschieden als Vierter des siebten Viertelfinals
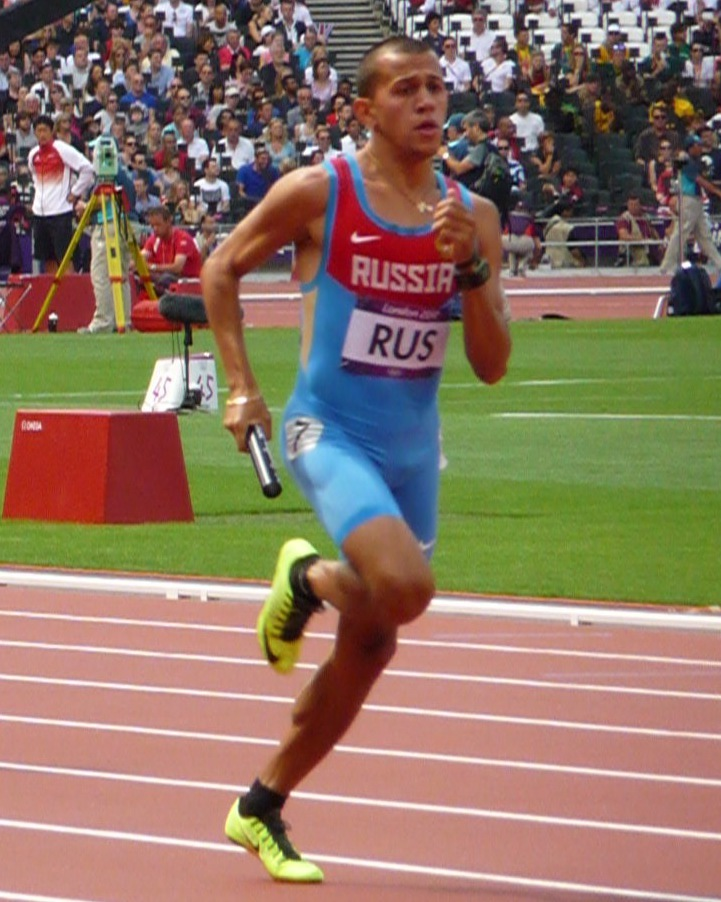
Maxim Dyldin – ausgeschieden als Fünfter des siebten Viertelfinals

18. August 2008, 9:48 Uhr
| Platz | Name                  | Nation                       | Zeit    |
| ----- | --------------------- | ---------------------------- | ------- |
| 1     | Jeremy Wariner        | USA                          | 45,23 s |
| 2     | Tabarie Henry         | Amerikanische Jungferninseln | 45,36 s |
| 3     | Cédric Van Branteghem | Belgien                      | 45,54 s |
| 4     | David Gillick         | Irland                       | 45,83 s |
| 5     | Maxim Dyldin          | Russland                     | 46,03 s |
| 6     | Mihailo Knisch        | Ukraine                      | 46,28 s |
| 7     | Mathieu Gnanligo      | Benin                        | 47,10 s |
| 8     | Naiel d’Almeida       | São Tomé und Príncipe        | 49,08 s |

## Halbfinale
Das Halbfinale wurde in drei Läufen ausgetragen, in welchen sich die jeweils zwei besten Läufer (hellblau unterlegt) sowie die zwei Zeitschnellsten (hellgrün unterlegt) für das Finale qualifizierten.

### Lauf 1

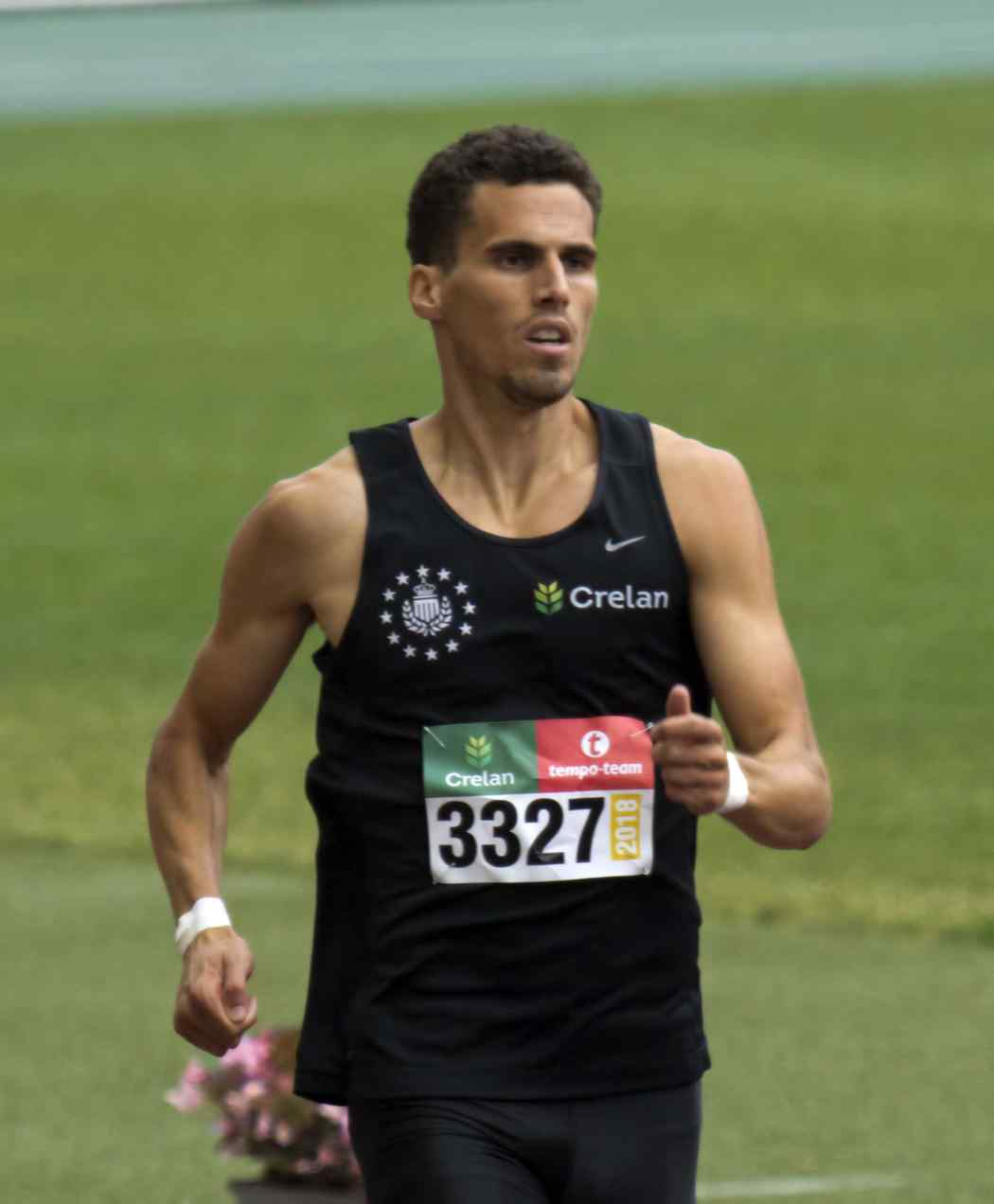
Kevin Borlée – ausgeschieden trotz belgischen Landesrekords als Dritter des ersten Halbfinals
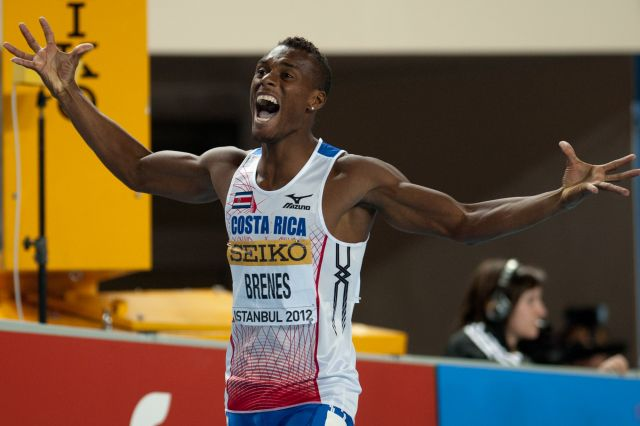
Nery Brenes – ausgeschieden als Vierter des ersten Halbfinals
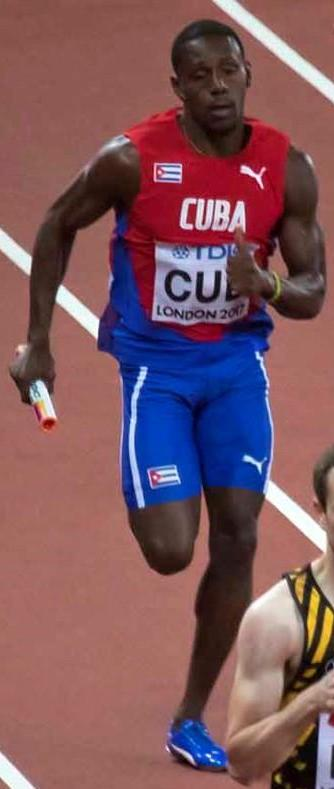
William Collazo – ausgeschieden als Sechster des ersten Halbfinals

19. August 2008, 21:45 Uhr
| Platz | Name                 | Nation                       | Zeit    | Anmerkung |
| ----- | -------------------- | ---------------------------- | ------- | --------- |
| 1     | Jeremy Wariner       | USA                          | 44,15 s |           |
| 2     | Chris Brown          | Bahamas                      | 44,59 s |           |
| 3     | Kevin Borlée         | Belgien                      | 44,88 s | NR        |
| 4     | Nery Brenes          | Costa Rica                   | 44,94 s | NR        |
| 5     | Saul Weigopwa        | Nigeria                      | 45,02 s |           |
| 6     | William Collazo      | Kuba                         | 45,06 s | PB        |
| 7     | Tabarie Henry        | Amerikanische Jungferninseln | 45,19 s | NR        |
| 8     | Claudio Licciardello | Italien                      | 45,64 s |           |

### Lauf 2

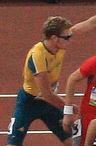
Joel Milburn – ausgeschieden als Dritter des zweiten Halbfinals
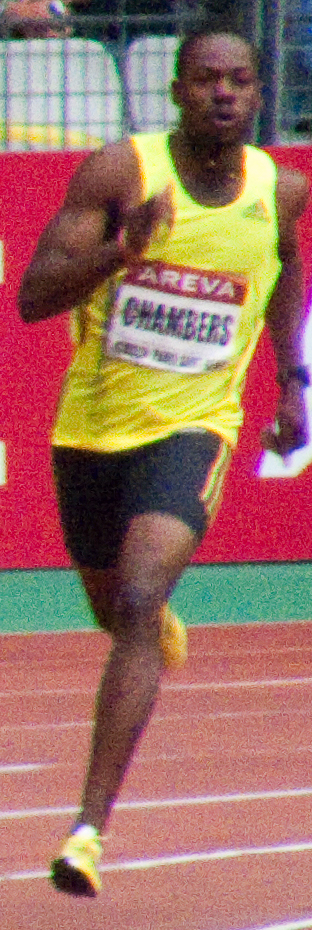
Ricardo Chambers – ausgeschieden als Vierter des zweiten Halbfinals
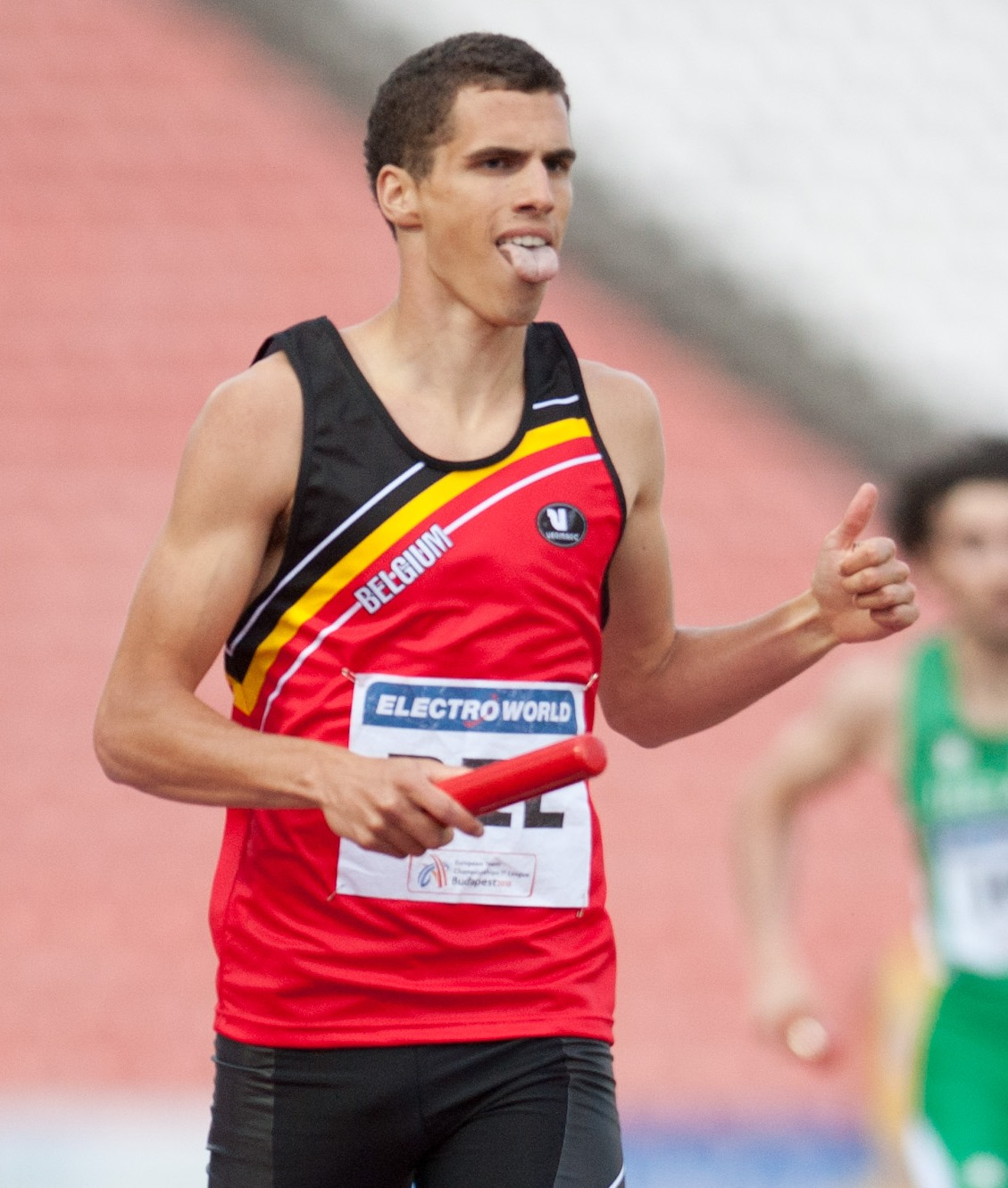
Jonathan Borlée – ausgeschieden als Fünfter des zweiten Halbfinals

19. August 2008, 21:52 Uhr
| Platz | Name             | Nation         | Zeit    | Anmerkung |
| ----- | ---------------- | -------------- | ------- | --------- |
| 1     | Leslie Djhone    | Frankreich     | 44,79 s |           |
| 2     | David Neville    | USA            | 44,91 s |           |
| 3     | Joel Milburn     | Australien     | 45,06 s |           |
| 4     | Ricardo Chambers | Jamaika        | 45,09 s |           |
| 5     | Jonathan Borlée  | Belgien        | 45,11 s | PB        |
| 6     | James Godday     | Nigeria        | 45,24 s |           |
| 7     | Andretti Bain    | Bahamas        | 45,52 s |           |
| 8     | Andrew Steele    | Großbritannien | 45,59 s |           |

### Lauf 3
19. August 2008, 21:59 Uhr
| Platz | Name                  | Nation                       | Zeit    | Anmerkung |
| ----- | --------------------- | ---------------------------- | ------- | --------- |
| 1     | LaShawn Merritt       | USA                          | 44,12 s |           |
| 2     | Martyn Rooney         | Großbritannien               | 44,60 s | PB        |
| 3     | Johan Wissman         | Schweden                     | 44,64 s |           |
| 4     | Renny Quow            | Trinidad und Tobago          | 44,82 s | PB        |
| 5     | Gary Kikaya           | Demokratische Republik Kongo | 44,94 s |           |
| 6     | Michael Mathieu       | Bahamas                      | 45,56 s |           |
| 7     | Sean Wroe             | Australien                   | 45,56 s |           |
| 8     | Cédric Van Branteghem | Belgien                      | 45,81 s |           |

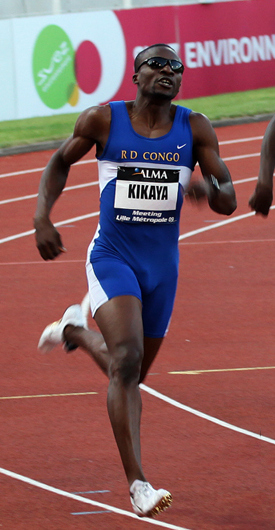
Gary Kikaya – ausgeschieden als Fünfter des dritten Halbfinals

Weitere im dritten Halbfinale ausgeschiedene Läufer:

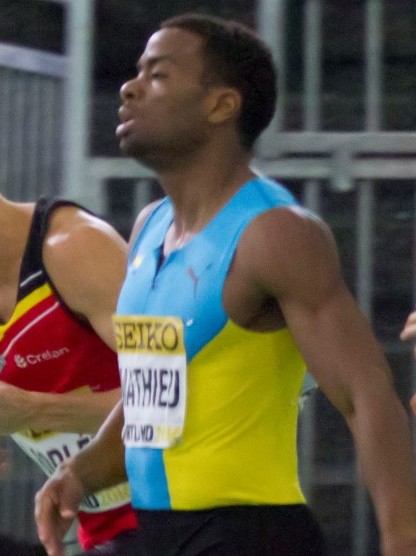
Michael Mathieu – Rang sechs
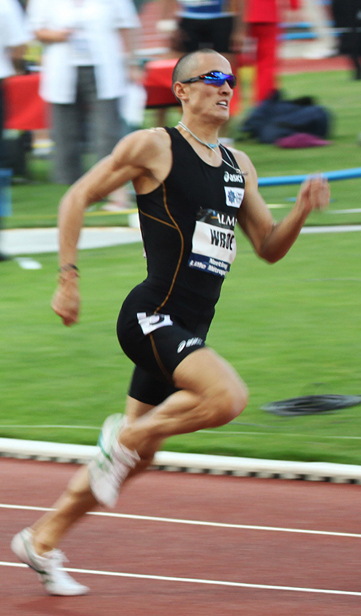
Sean Wroe – Rang sieben
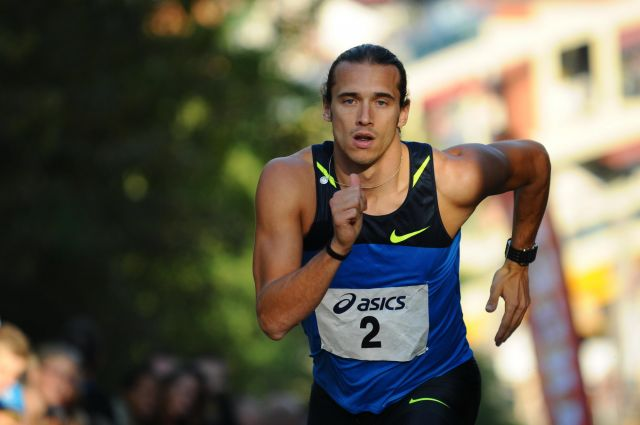
Cédric Van Branteghem – Rang acht

## Finale
21. August 2008, 21:20 Uhr
| Platz | Name            | Nation              | Zeit    | Anmerkung |
| ----- | --------------- | ------------------- | ------- | --------- |
| 1     | LaShawn Merritt | USA                 | 43,75 s | PB        |
| 2     | Jeremy Wariner  | USA                 | 44,74 s |           |
| 3     | David Neville   | USA                 | 44,80 s |           |
| 4     | Chris Brown     | Bahamas             | 44,84 s |           |
| 5     | Leslie Djhone   | Frankreich          | 45,11 s |           |
| 6     | Martyn Rooney   | Großbritannien      | 45,12 s |           |
| 7     | Renny Quow      | Trinidad und Tobago | 45,22 s |           |
| 8     | Johan Wissman   | Schweden            | 45,39 s |           |

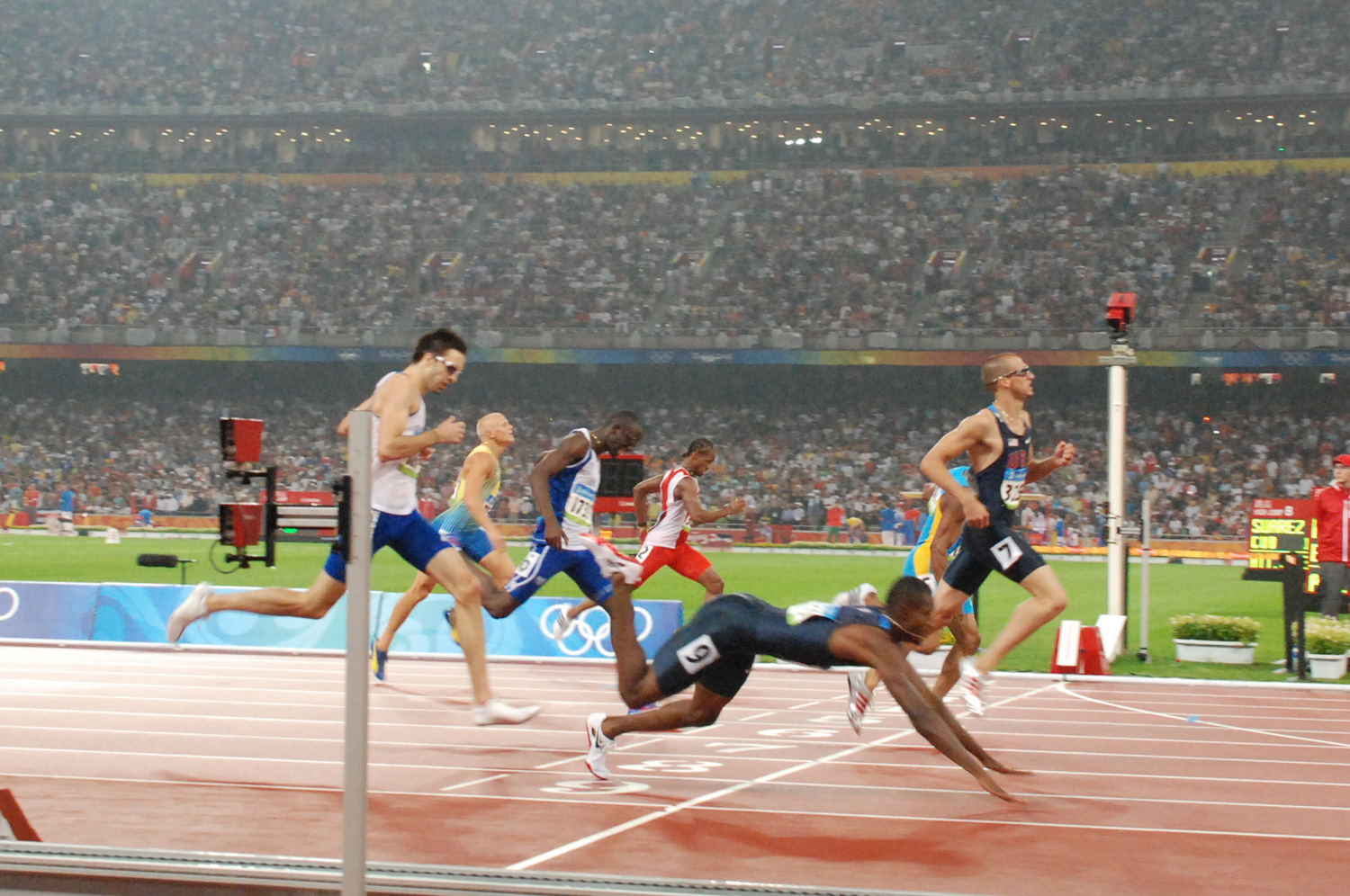
Der Zieleinlauf hinter LaShawn Merritt: Jeremy Wariner (7 – Silber), David Neville (9 – Bronze im Sturz über die Ziellinie), Chris Brown (verdeckt), Leslie Djhone (Dritter von links), Martyn Rooney (ganz links), Renny Quow (Vierter von links), Johan Wissman (Zweiter von links)

Bei den letzten drei Meisterschaften auf Weltniveau, den Olympischen Spielen 2004 sowie den Weltmeisterschaften 2005 und 2007, hatte es jeweils Dreifacherfolge für die US-Athleten gegeben. Auch hier in Peking standen sie wieder ganz oben auf der Favoritenliste. Jeremy Wariner hatte bei allen drei genannten Veranstaltungen ganz vorne gelegen und war auch diesmal wieder mit im Rennen. Schärfster Konkurrent war sein Landsmann LaShawn Merritt, der Vizeweltmeister des letzten Jahres. Der dritte US-Amerikaner David Neville wurde nicht ganz so hoch eingeschätzt. Am ehesten traute man Chris Brown von den Bahamas zu, die Überlegenheit der US-Läufer zu bremsen. Er war bei den letzten beiden Weltmeisterschaften jeweils Vierter gewesen. Von den Europäern war der französische WM-Fünfte von 2007 Leslie Djhone am stärksten einzuschätzen.
Den Endlauf erreicht hatten drei US-Amerikaner sowie jeweils ein Läufer von den Bahamas, aus Frankreich, Großbritannien, Schweden und Trinidad und Tobago.
Auf den ersten zweihundert Metern des Finales führte Wariner das Feld an. Doch in der Zielkurve kamen seine beiden Landsleute Neville und vor allem Merritt stark auf. Zu Beginn der Zielgeraden lagen die drei US-Amerikaner ziemlich gleichauf, hinter ihnen kämpfte Brown. Das größte Stehvermögen hatte auf den letzten hundert Metern eindeutig LaShawn Merritt, der ganz überlegen mit fast einer vollen Sekunde Vorsprung Olympiasieger wurde. Der erfolgsverwöhnte Jeremy Wariner musste sich diesmal mit Silber zufriedengeben. Ganz eng ging es zu im Kampf um die Bronzemedaille. Brown war auf den letzten Metern eigentlich schon vorbei an Neville, doch der machte mit einem Hechtsprung ins Ziel allerletzte Reserven frei, während Brown ein ganz klein wenig ins Stolpern kam. So holte sich David Neville doch noch Bronze und Chris Brown wurde mit vier Hundertstelsekunden Rückstand auf ihn wieder einmal Vierter. Auf Platz fünf kam als bester Europäer Leslie Djhone vor dem Briten Martyn Rooney ins Ziel.
LaShawn Merritt, Jeremy Wariner und David Neville erkämpften den zweiten Dreifacherfolg der USA über 400 Meter bei Olympischen Spielen in Folge.
Bei zwanzig Siegen von US-Athleten in 26 olympischen Finalläufen war dies der siebte US-Sieg in Folge.

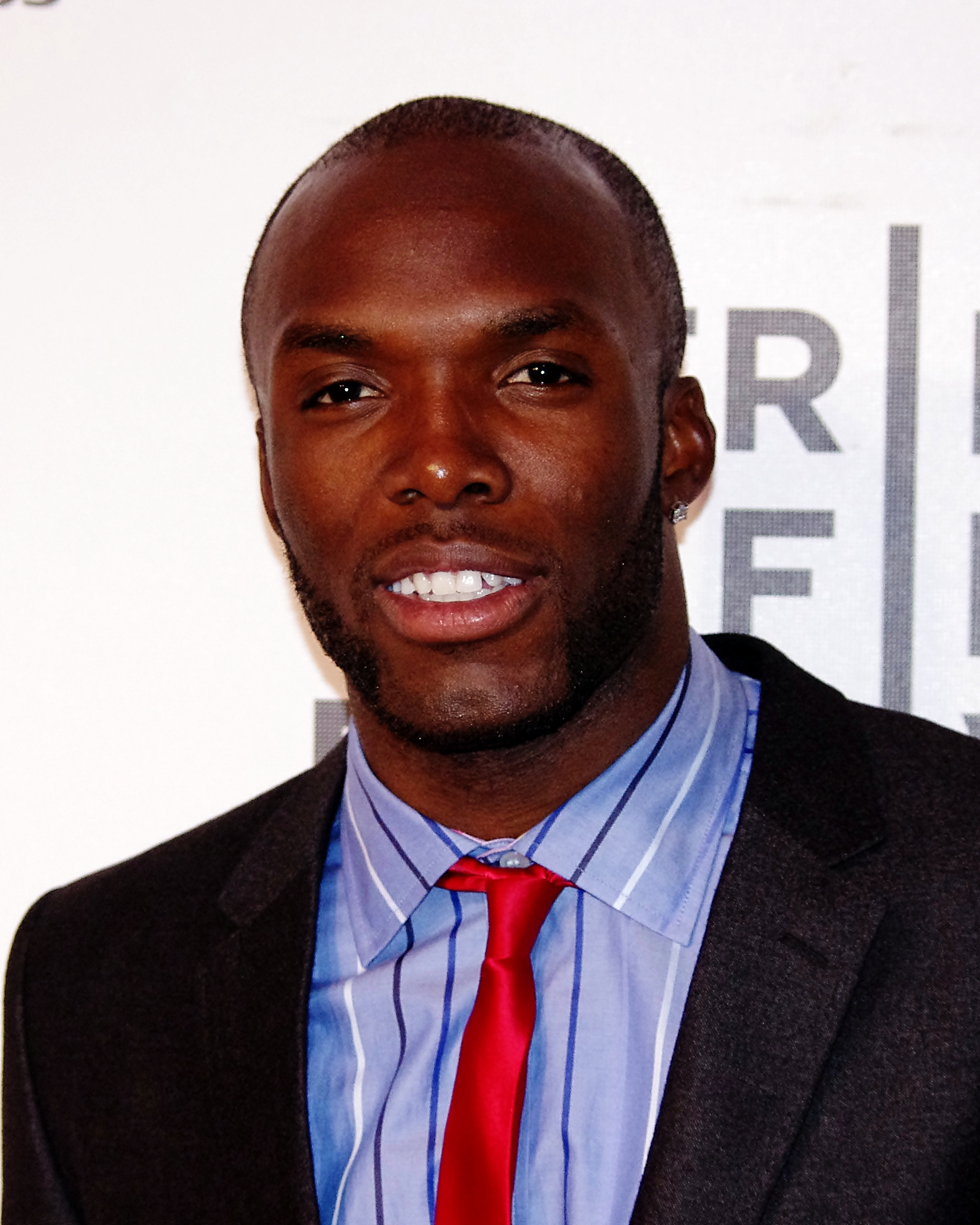
Olympiasieger LaShawn Merritt
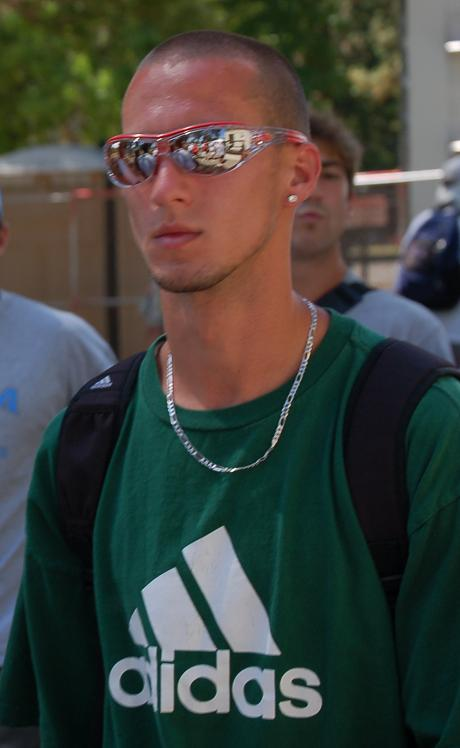
Silber für den Olympiasieger von 2004 Jeremy Wariner
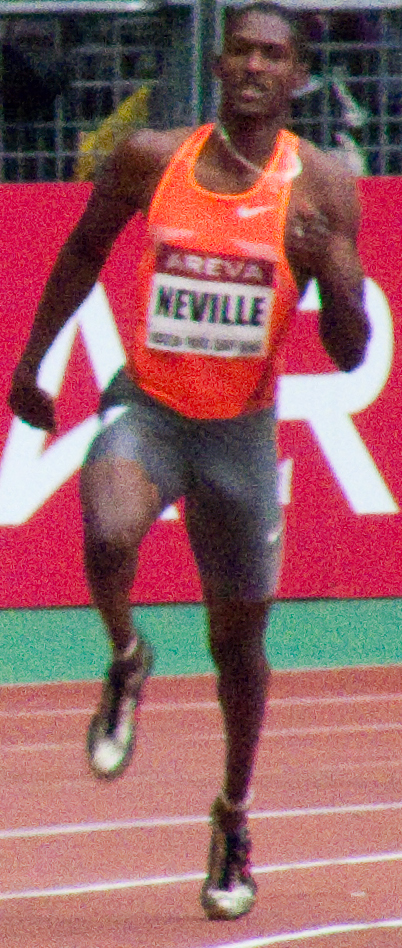
Bronzemedaillengewinner David Neville

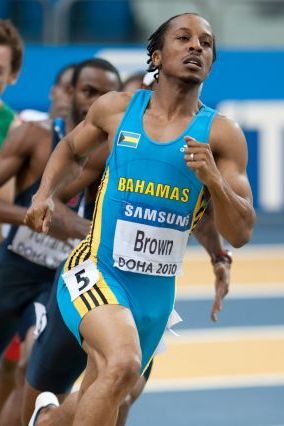
Chris Brown verpasste als Vierter Bronze nur um vier Hundertstelsekunden
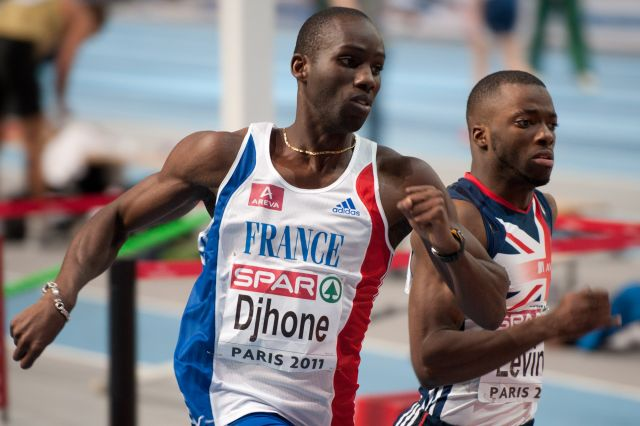
Platz fünf für Leslie Djhone
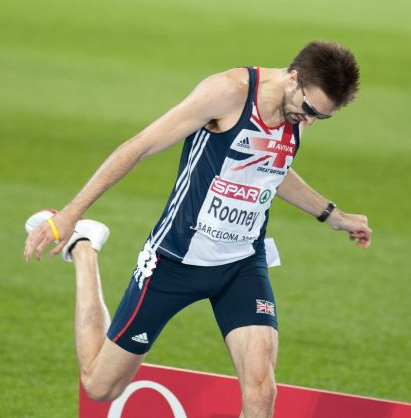
Martyn Rooney wurde Sechster
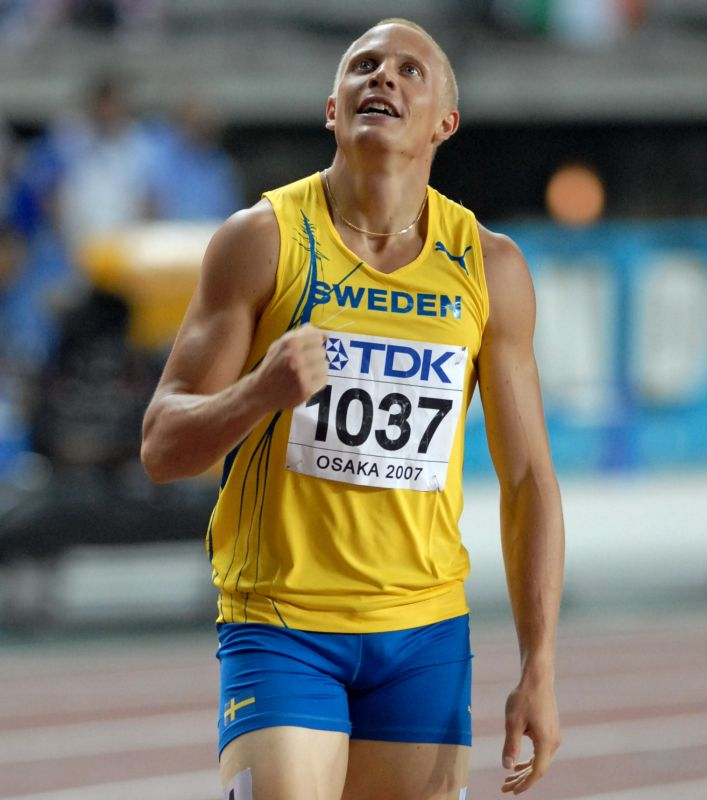
Johan Wissman – Platz acht

## Video
- Athletics - Men's 400M - Final - Beijing 2008 Summer Olympic Games, youtube.com, abgerufen am 4. März 2022